# Endless Rain
Pour plus de détails, voir Fiche technique et Distribution.
Endless Rain (hangeul : 비와 당신의 이야기 ; RR : Biwa dangshinui yiyagi, litt. « La pluie et votre histoire ») est un film sud-coréen réalisé par Jo Jin-mo et sorti en 2021. Il raconte l'histoire d'amour entre un homme et une femme qui se désiraient depuis longtemps mais qui n'ont pas pu se rencontrer en raison de certaines circonstances,,.

## Synopsis
Young-ho (Kang Ha-neul) n'a aucun rêve dans la vie après avoir étudié 3 ans pour entrer à l'université. Il décide d'envoyer une lettre à son amie d'enfance So-yeon mais la sœur cadette de celle-ci, So-hee (Cheon Woo-hee), reçoit la lettre à la place de sa sœur malade. So-hee répond alors à Young-ho, se faisant passer pour So-yeon. Pendant ce temps, elle s'occupe de sa sœur et tient également une librairie de livres d'occasion avec sa mère.

## Fiche technique
- Titre original : 비와 당신의 이야기
- Titre international : Waiting for Rain
- Réalisation : Jo Jin-mo
- Scénario : Yoo Seong-hyeob
- Musique : Kim Ju-seok
- Photographie : Yoo Il-seung
- Montage : Kim Sang-bum
- Production : Hwang Geun-ha
- Société de production : Kidari Ent (en) et AZIT Pictures
- Société de distribution : Sony Pictures Entertainment Korea
- Pays de production :  Corée du Sud
- Langue originale : coréen
- Format : couleur
- Genre : drame
- Durée : 117 minutes
- Date de sortie :
  -  Corée du Sud : 28 avril 2021

## Distribution
- Kang Ha-neul : Park Young-ho[5]
- Cheon Woo-hee : Gong So-hee[6]
  - Choi Myeong-bin (en) : Gong So-hee, jeune
- Lee Seol (en) : Gong So-yeon[7]
- Kang Young-seok : un rat de bibliothèque
- Lim Joo-hwan (en) : Park Young-hwan
- Lee Yang-hee : le père de Young-ho
- Lee Hang-na : la mère de So-hee
- Kang So-ra : Soo-jin[7]

## Production
En décembre 2019, Kang Ha-neul et Cheon Woo-hee ont reçu une offre pour apparaître dans le film et ont tous deux accepté.
Le tournage débute en mars 2020 et se termine en juillet.

## Accueil
Le film sort le 28 avril 2021 sur 952 écrans. Il atteint la première place du box-office coréen le jour de sa sortie avec 29 853 entrées. Il maintient cette position lors de son premier week-end avec 122 261 entrées supplémentaires. Le 10 mai, deux semaines après sa sortie, il atteint la barre des 300 000 entrées pour un total de 304 780.